# Bursa
Bursa (també coneguda històricament com a Brusa, en grec: Προύσσα, Prussa) és una ciutat del nord-oest de Turquia i la capital de la província de Bursa. Fou l'antiga capital de l'Imperi Otomà, abans de la presa de Constantinoble del 1326 al 1402. És la quarta ciutat més gran de Turquia, i també una de les més industrialitzades i culturalment més actives entre les àrees metropolitanes del país. Segons el cens del 2016 té una població de 2.901.396 habitants. Està situada al nord-oest de la muntanya Ulu Dagh (Olimp de Mísia) al sud de la regió de la Màrmara, i proper a la costa d'aquesta mar.

## Història

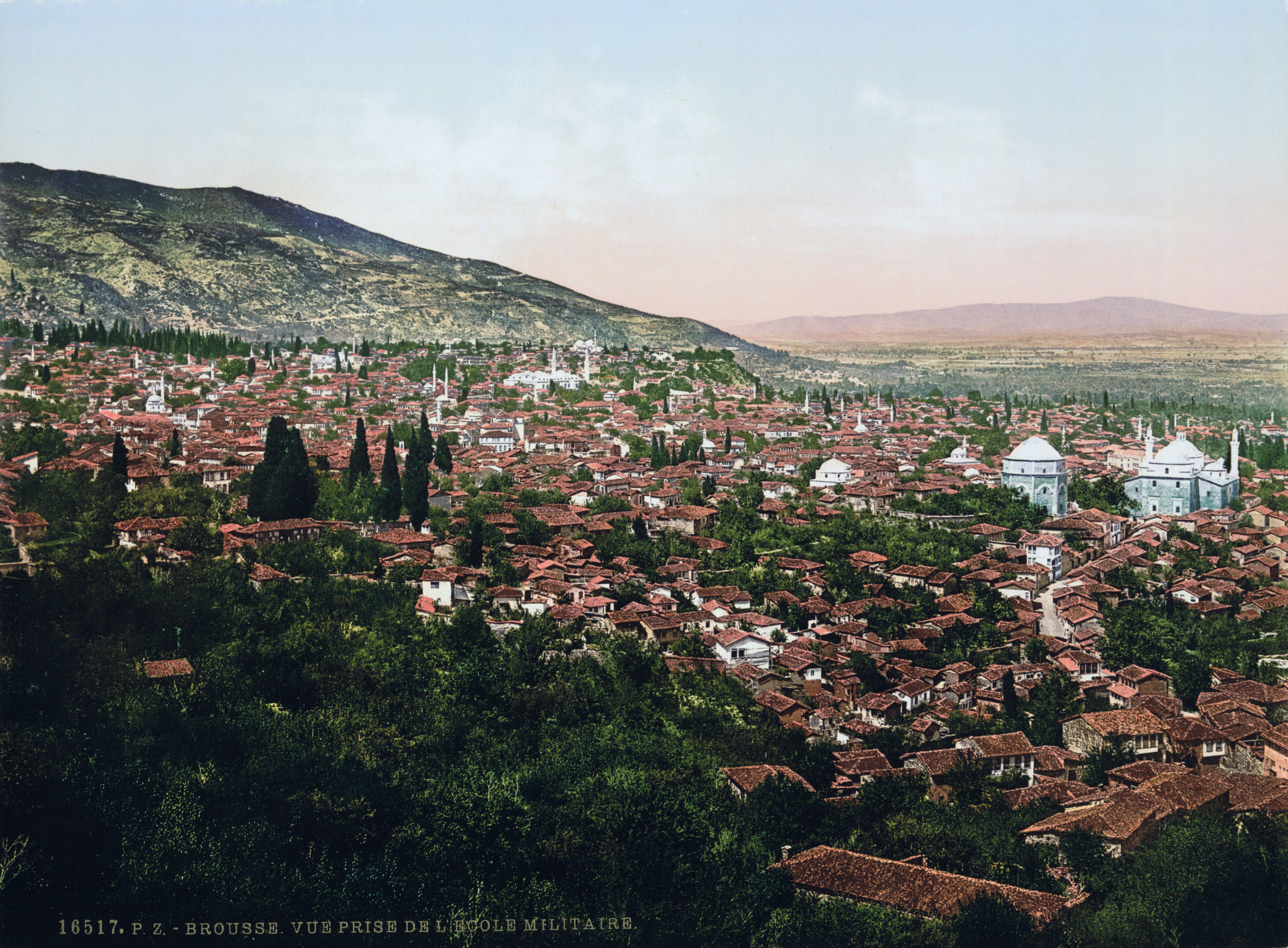
Bursa el 1890

En aquesta zona hi havia l'antiga ciutat de Cios (Cius) que Filip V de Macedònia va cedir al rei de Bitínia Prúsies I el 202 aC com a pagament per la seva ajuda contra el regne de Pèrgam i la ciutat d'Heraclea Pòntica (moderna Karadeniz Ereğli). Prúsies la va rebatejar segons el seu propi nom i li va dir Prusa.
Va passar a domini romà amb Bitínia i després al domini romà d'Orient. Els grecs la van conservar fins passat el 1300, car en aquest any era encara una de les poques ciutat d'Anatòlia que dominaven junt amb Nicea i Filadèlfia. El tekfur (cap militar) de Prusa (generalment esmentada com a Brusa) fou derrotat al coll de Dinboz pels otomans, que van assetjar la ciutat (1308) però no la van poder conquerir. Va quedar bloquejada durant anys, i finalment es va rendir per fam el 6 d'abril de 1326; el comandant romà d'Orient va poder abandonar la ciutat sa i estalvi però el seu conseller Saroz, que n'havia recomanat la rendició, va passar al servei dels otomans; els grecs van ser establerts a un barri i la ciutat va ser ocupada per turcs i la ciutadella fou declarada la capital del beylik otomà. El 1432 la ciutadella tenia un miler de cases. Orkhan hi va encunyar la seva primera moneda de plata el 1327. Els soldans otomans hi van construir diverses edificacions, sobretot religioses com mesquites i minarets, però també algun palau i altres edificis públics. La ciutat va créixer i es van formar nous barris. Encara que Adrianòpolis fou conquerida el 1365, Brusa va romandre la capital fins al 1402 quan fou saquejada i incendiada per Tamerlà i la capital es va traslladar a Europa, a Adrianòpolis (Edirne).
Poc temps després tornà a ser esmentada com un gran centre administratiu i comercial. Quan Mehmet II va establir la seva capital a Constantinoble (Istanbul) una part dels habitants de Brusa es van haver de traslladar forçats a la nova capital. A la mort de Mehmet II, en la guerra civil que va seguir (1481), va donar suport a Djem que hi va resistir 18 dies i hi va emetre una moneda. Posteriorment fou considerada una de les tres capitals de l'Imperi, i alguna vegada els soldans hi venien a residir alguna temporada. La seda era la seva principal riquesa, amb tota una sèrie de productes derivats. El 1577 es van haver de construir muralles i portes pel perill que suposaven els albanesos procedents de Rumèlia. A partir del 1595 les bandes de djalalis van començar a amenaçar la vila i el 1608 Kalenderoghlu la va saquejar.
Brusa fou capital del sandjak de Khudawendigar a l'eyalat d'Anadolu. El 1832 fou capital de l'eyalat de Khudawendigar dividit en els mutassarrifliks de Bursa, Kara Hisar, Kutahya, Biledjik, Erdek i Biga; el 1864 es va crear el wilayat de Khudawendigar amb els liwas de Karesi, Kodja-eli, Kara Hisar i Kutahya, també amb Brusa com a capital. El 1892 la seva població era de 76.000 habitants dels quals més de 5.000 eren grecs, prop de 8.000 armenis i 2.500 jueus. Sota la república turca la indústria de la seda, greument afectada per la guerra, es va recuperar mercès a una política proteccionista. La població va tenir un fort increment entre 1940 i 1955 passant de 77.000 a 131.000 habitants. Ha patit diversos terratrèmols, el més greu el de 1855.

## Economia

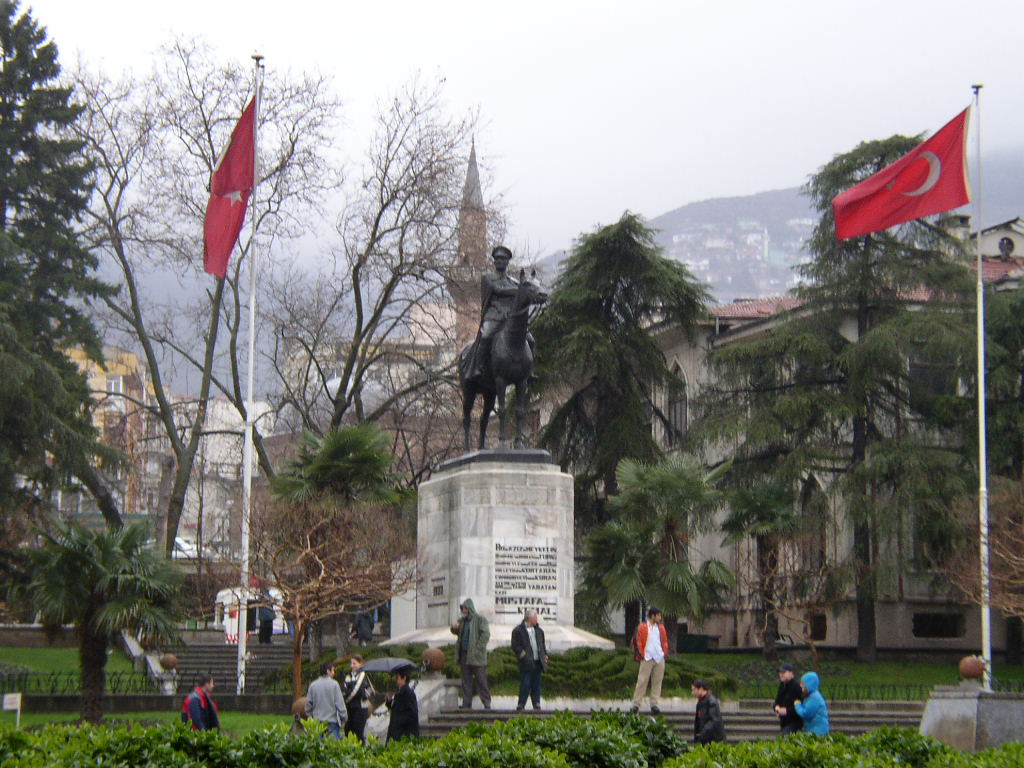
Centre de Bursa

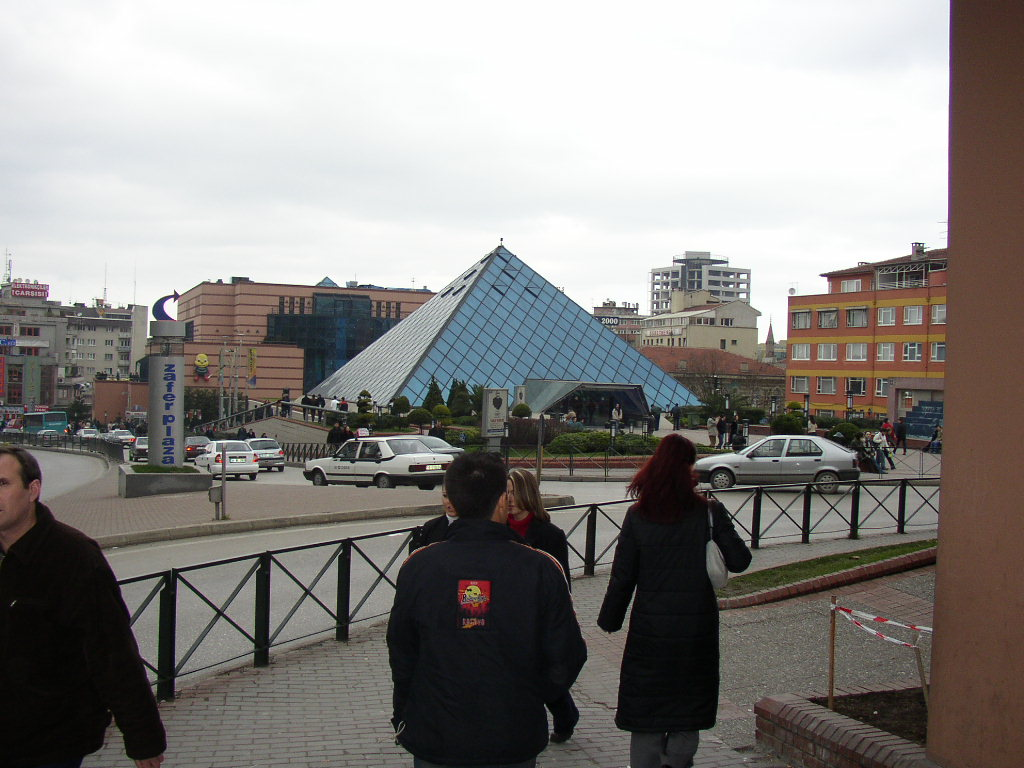
Plaça Zafer

A part de la seda, la indústria automobilística turca està localitzada a aquesta ciutat, amb la FIAT i la Renault; hi ha també indústria tèxtil, d'alimentació i begudes (Coca Cola i Pepsi Cola entre d'altres), indústria del sucre, i altres. El seu terreny és fèrtil i permet la producció agrícola abundant, però en retrocés enfront de la indústria. És també centre turístic amb estació d'esquí al Ulu Dagh, banys termals (ja utilitzats en temps dels romans) i altres facilitats.

## Educació i transport
La Universitat d'Uludağ és una de les principals de Turquia, i està situada a la ciutat; fou fundada el 1975 com a Universitat de Bursa prenent el nom actual el 1982. La ciutat disposa també d'un aeroport i està ben comunicada per carretera.

## Monuments
- Port cobert d'Irgandi
- Yeşil Cami (Mesquita Verda)
- Parc Nacional d'Uludağ
- Muralles de Bursa
- Fonts termals de Çekirge, Armutlu, Oylat i Gemlik
- Platges d'Armutlu, Kumla, Kurşunlu i Mudanya
- Palau i Hipogeum
- Mesquita Orkhan
- Complex Muradiye
- Complex de la mesquita de Yeşil Cami
- Mesquita de Baiazet I i complex Kulliye
- Mesquita Emir Sultan
- Complex Hüdavendigar
- Complex Koca Sinan Pasha
- Complex İshak Pasha
- Gran Mesquita de Bursa
- Gran Mesquita Karacabey
- Bazar Yıldırım
- Museus Arqueològic, de la ciutat, Ataturk, Arquitectura turca, treballs musulmans, Armistici de Mudanya i Iznik
- Vila de Cumalıkızık
- Gran mesquita d'Ulu Camii del segle xiv

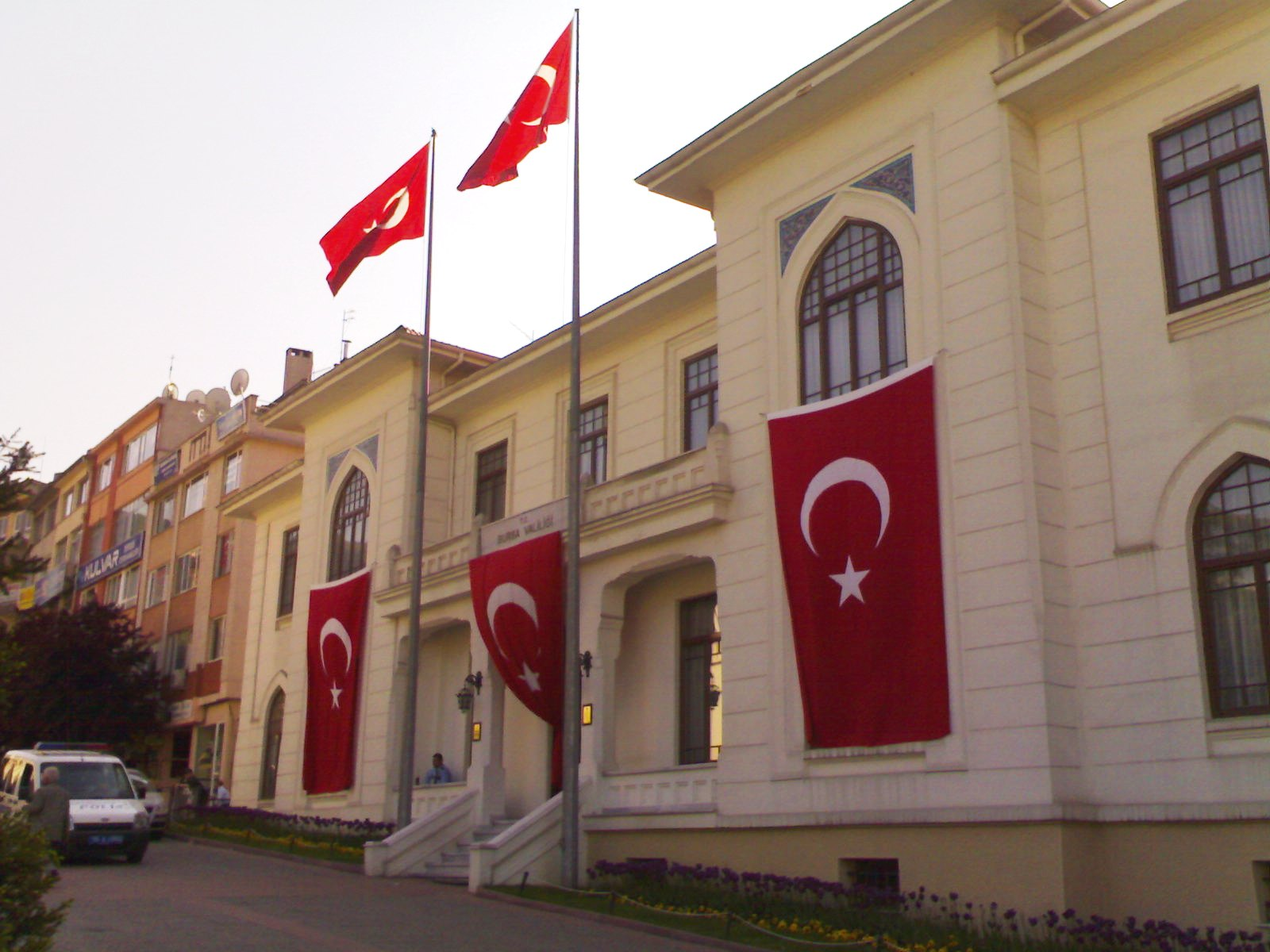
Ayuntament de Bursa
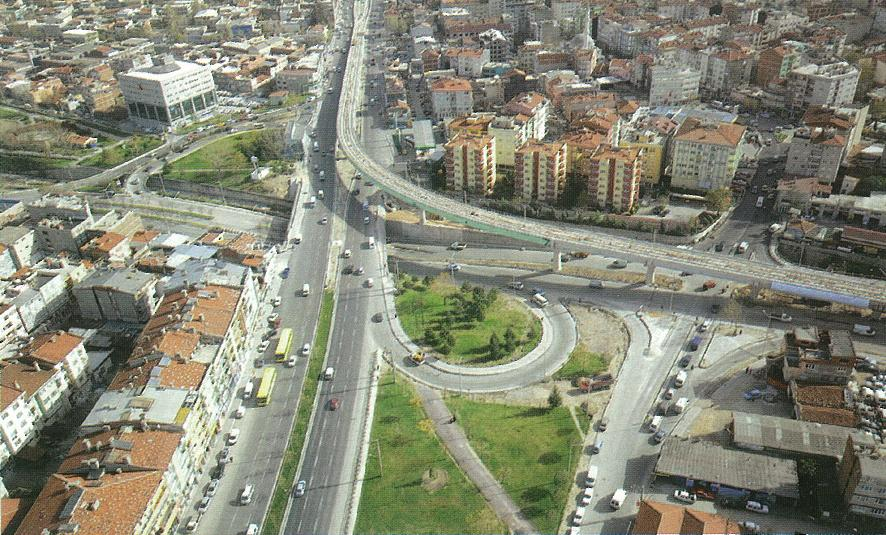
Bursa per l'aire
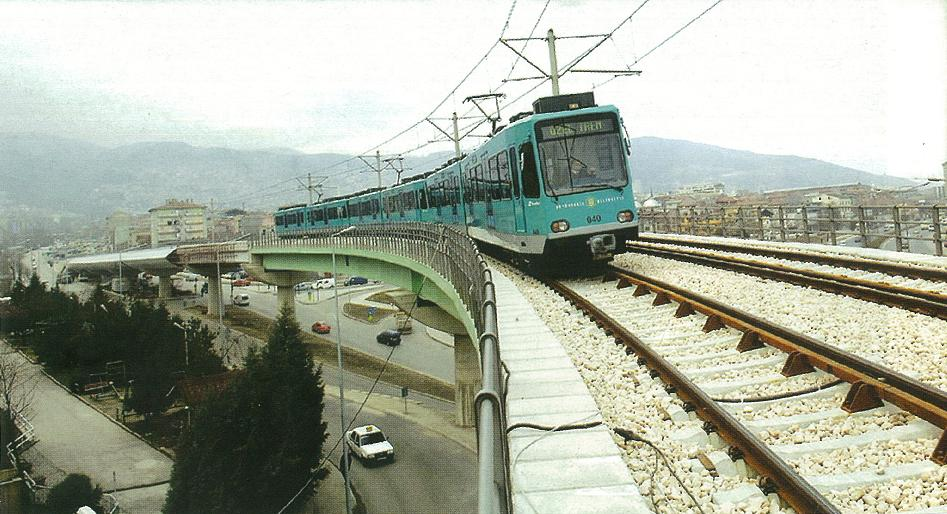
Bursaray
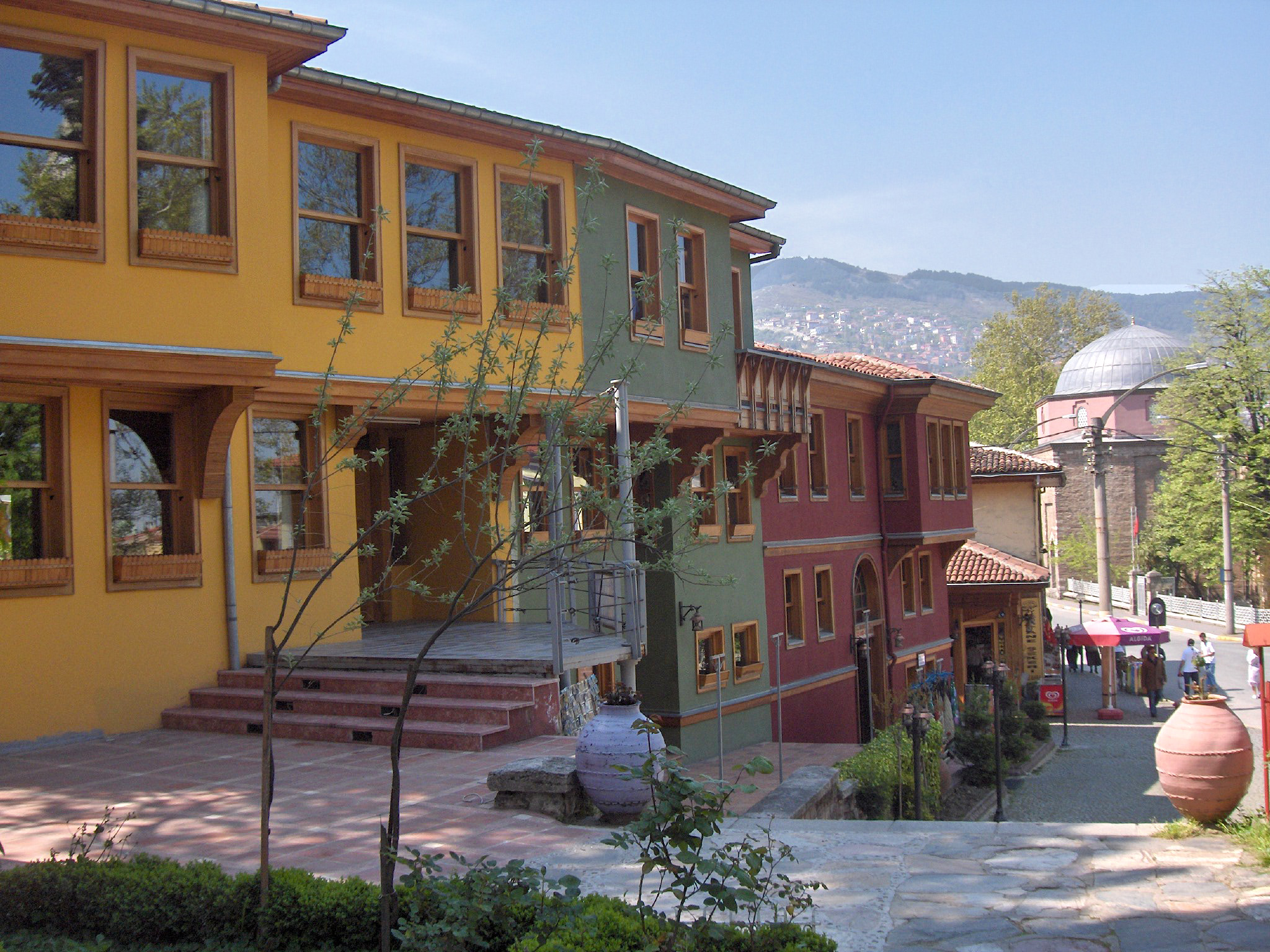
Avinguda Cumhuriyet
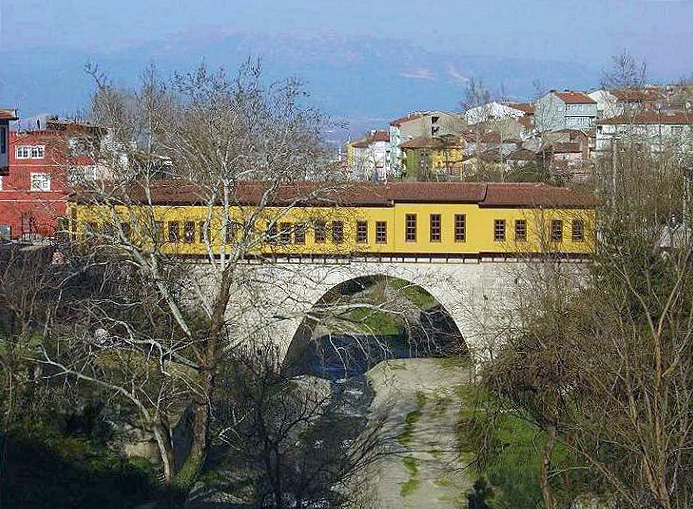
Pont Irgandi
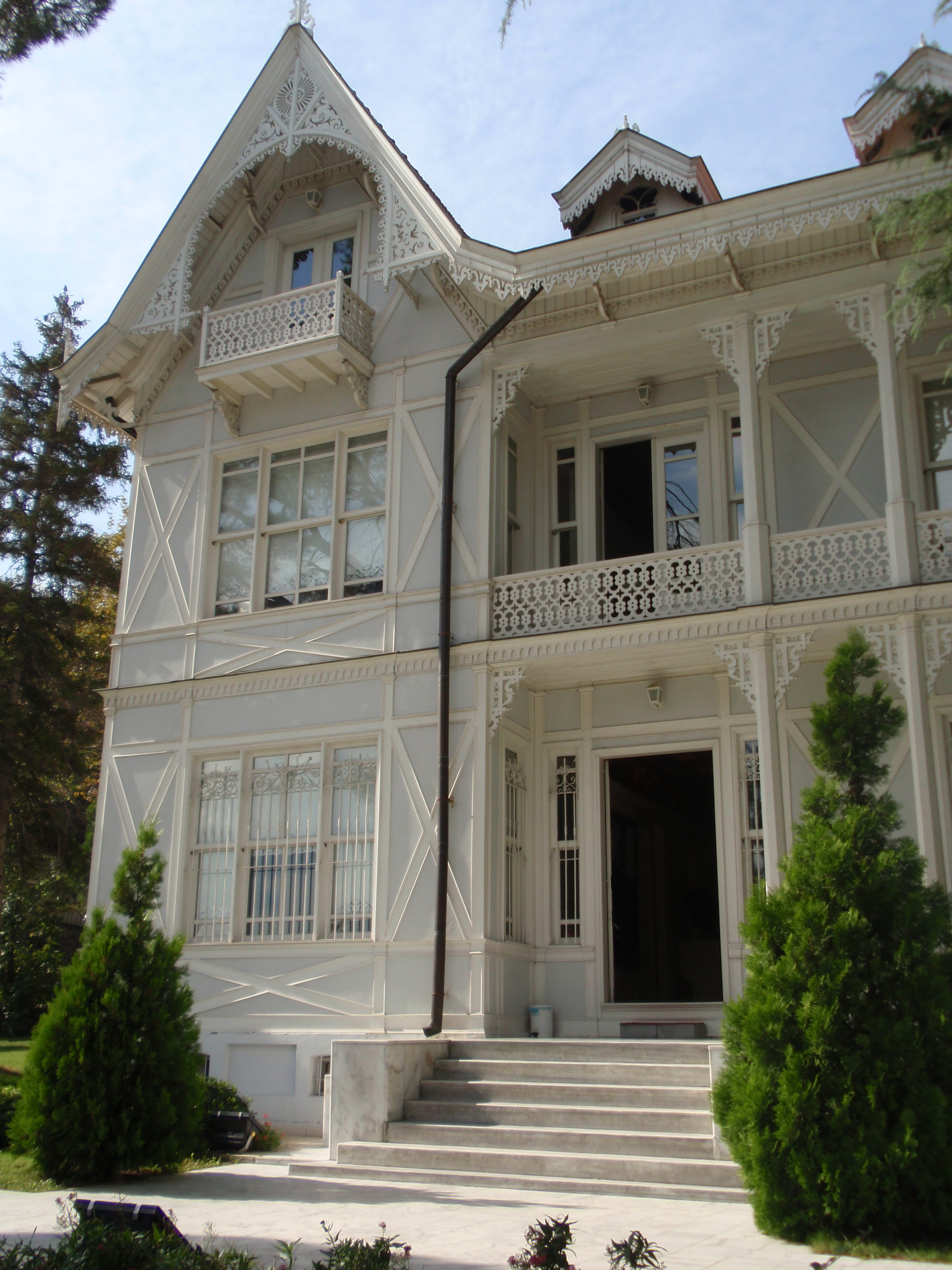
Museu d'Atatürk
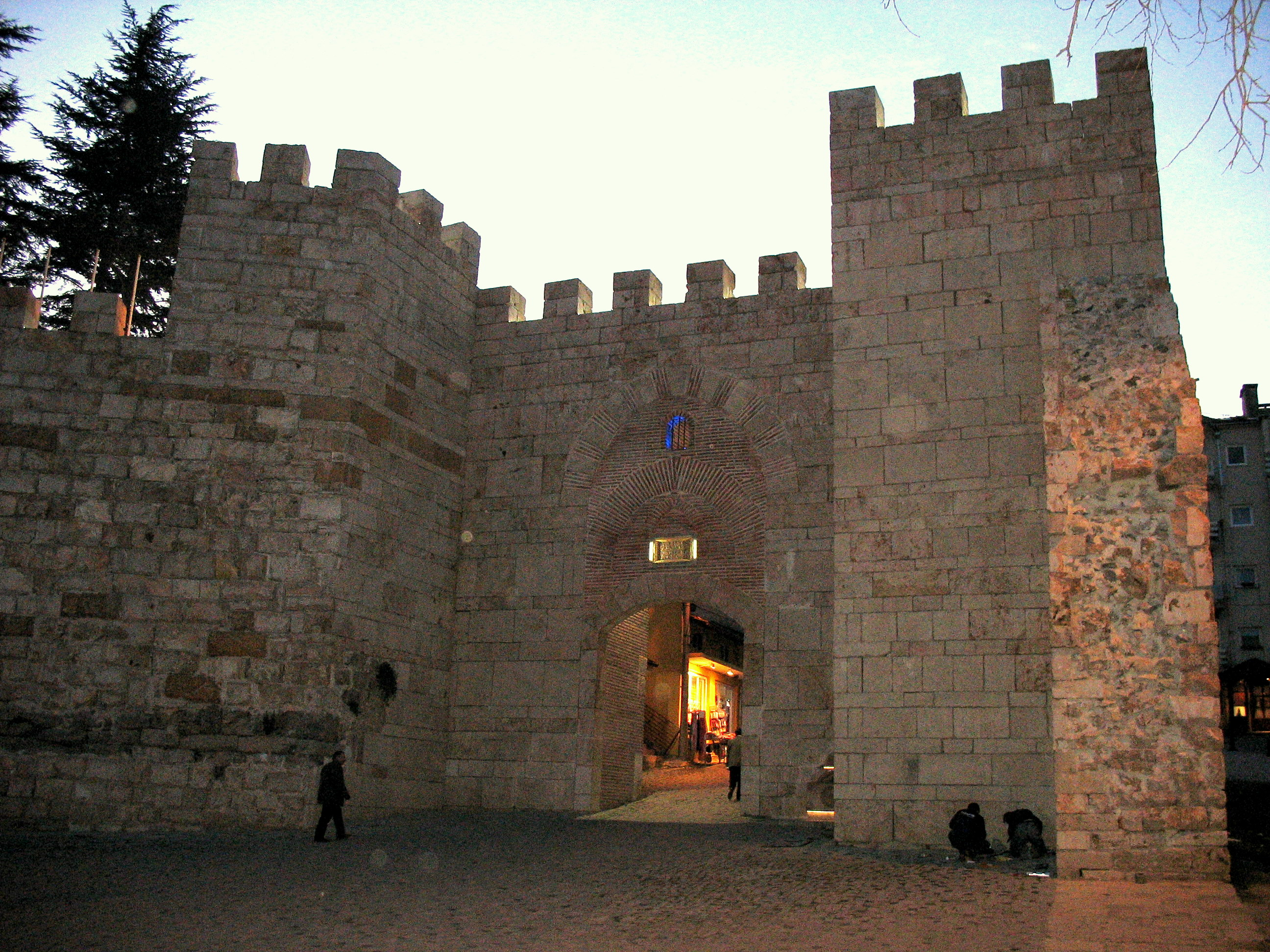
Castel de Bursa
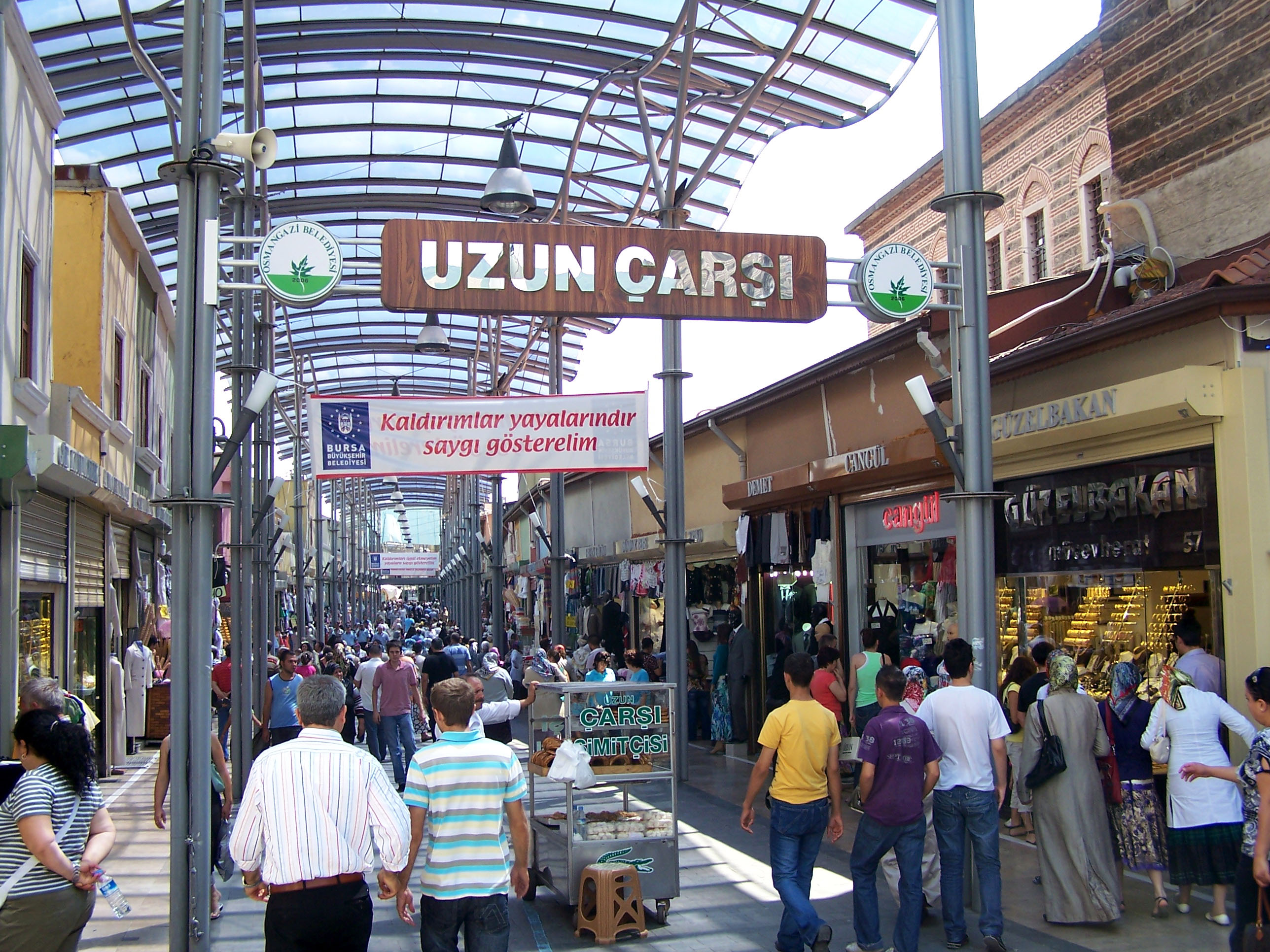
Uzun Çarşı(Mercat Llarg)
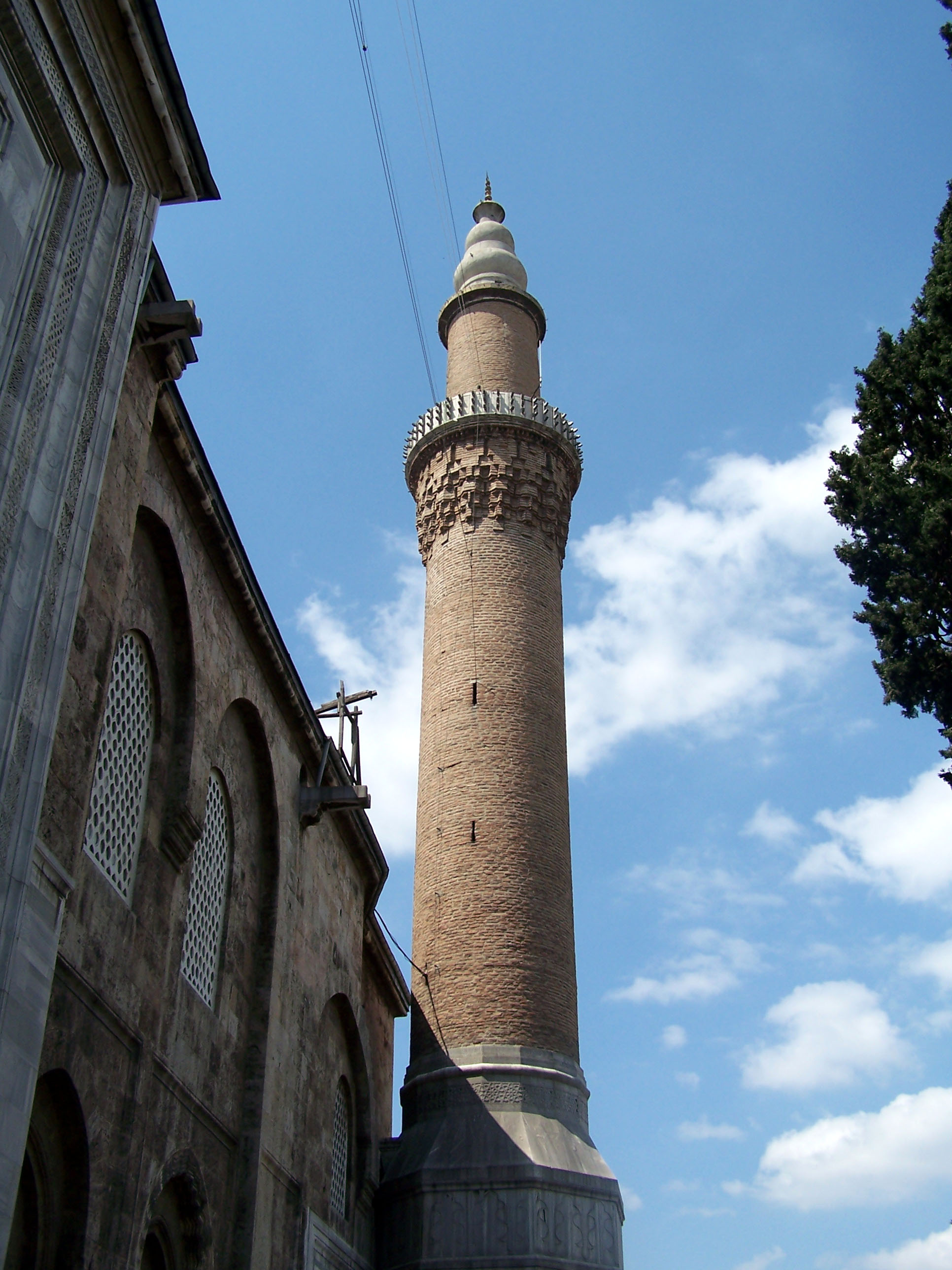
Mesquita Grande de Bursa
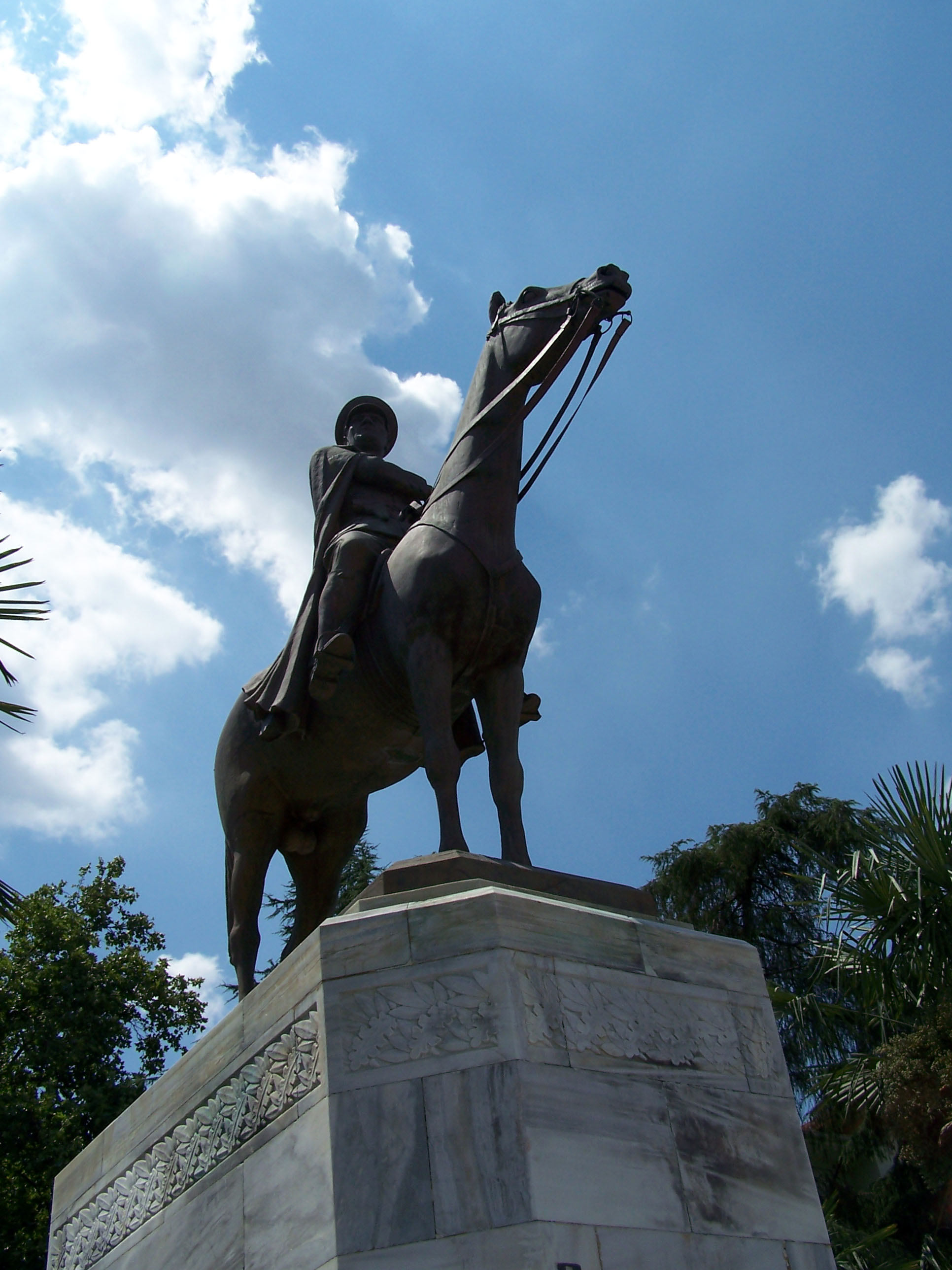
Statut d'Atatürk al centre-ciutat
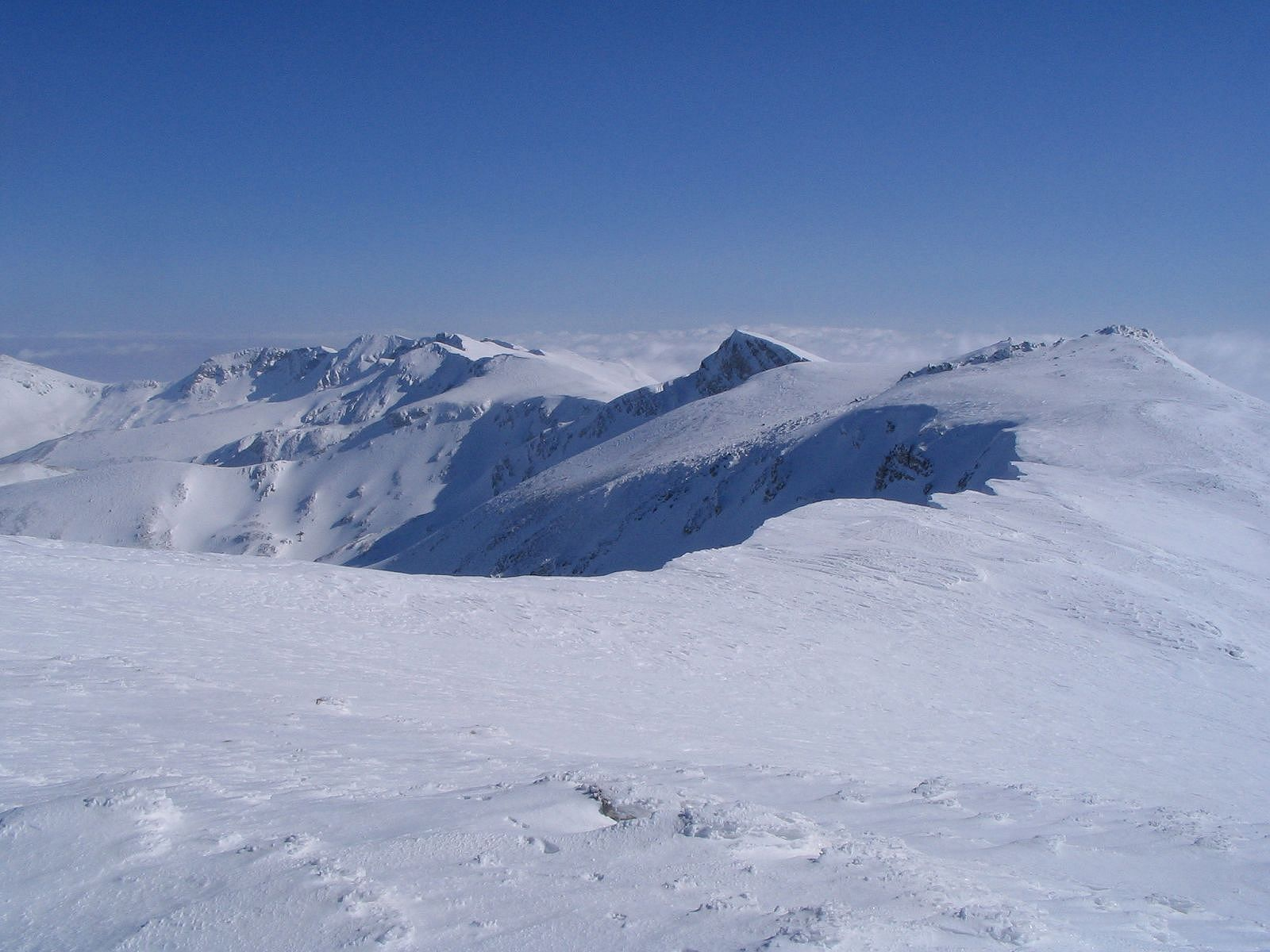
Uludağ, centre popular d'esqui
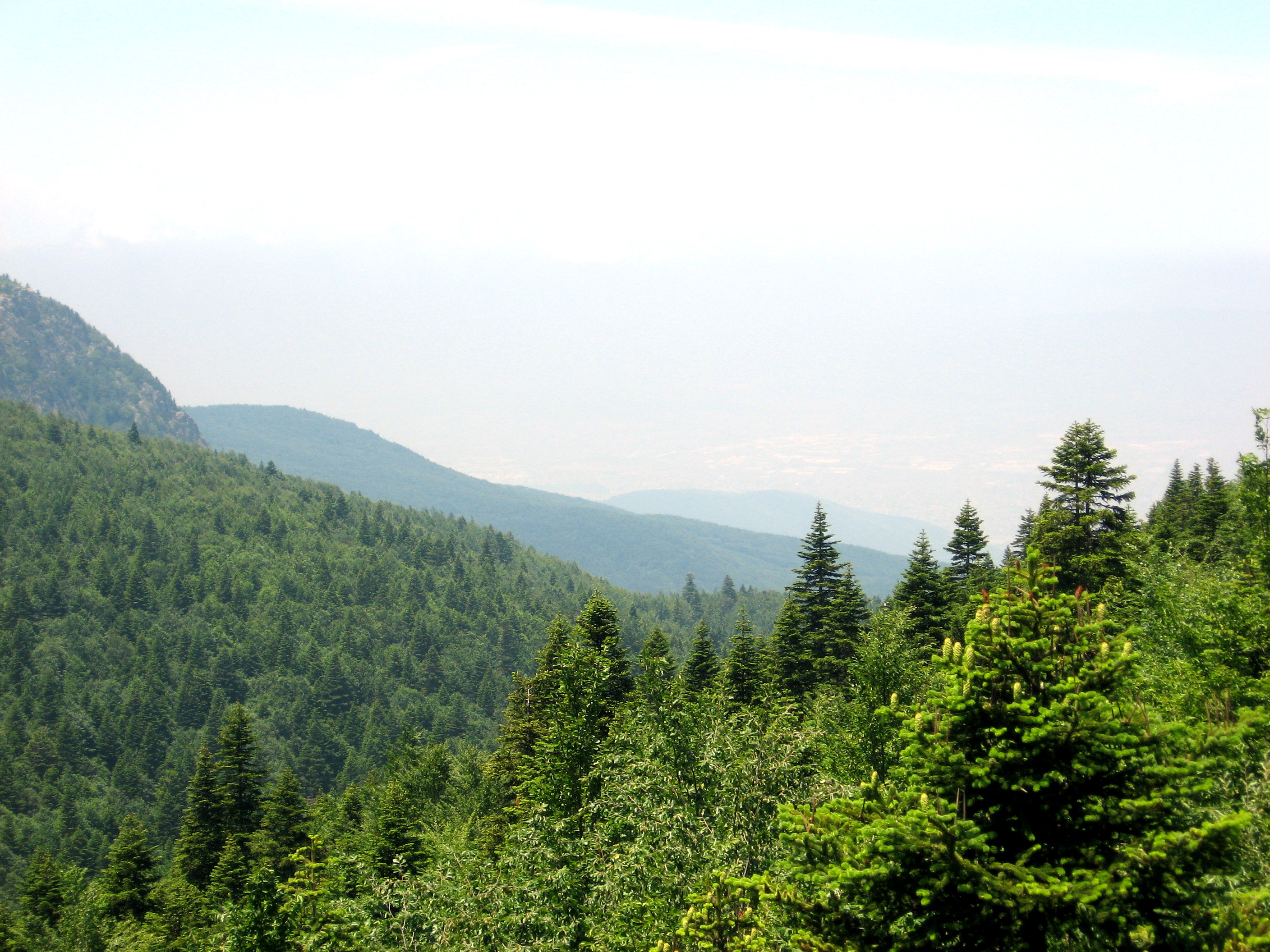
Uludağ al estiu
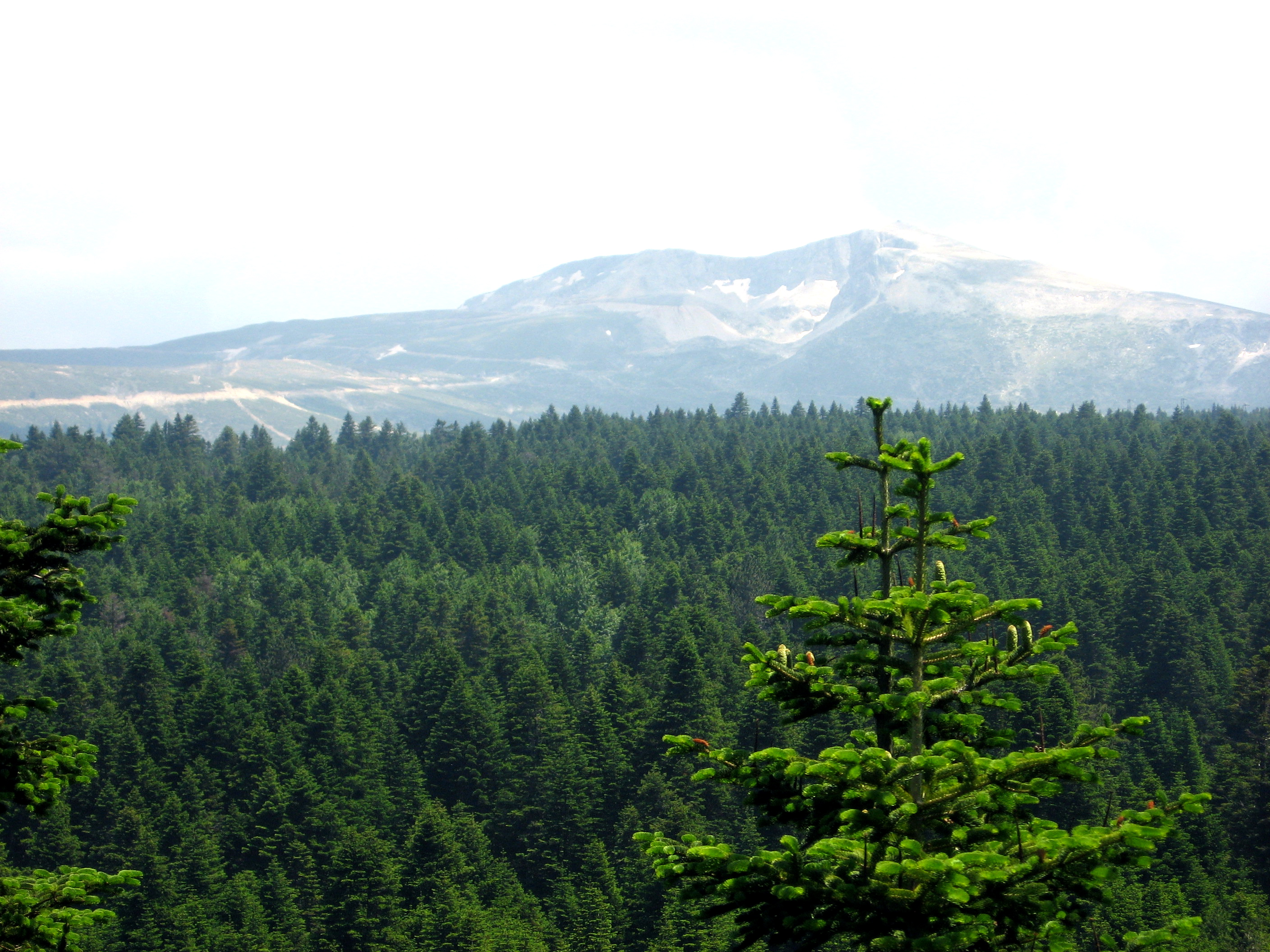
Uludağ

## Agermanaments[1]
| - Darmstadt, Alemanya (1971) - Sarajevo, Bòsnia i Hercegovina (1972) - Multan, Pakistan (1975) - Oulu, Finlàndia (1979) - Tiffin (Ohio), Estats Units (1983) - Kairuan, Tunísia (1987) - Denizli, Turquia (1988) - Anshan, República Popular de la Xina (1991) - Bítola, Macedònia (1996) - Herzliya, Israel (1997) | - Ceadîr-Lunga, Moldàvia (1997) - Qyzylorda, Kazakhstan (1997) - Muaskar, Algèria (1998) - Kulmbach, Alemanya (1998) - Pleven, Bulgària (1998) - Plòvdiv, Bulgària (1998) - Tirana, Albània (1998) - Košice, Eslovàquia (2000) - Vinnitsa, Ucraïna (2004) |

## Persones il·lustres
- Tursun Beg (v. 1425 - ?), historiador.
- Ismail Beligh (1668-1729), historiador i poeta.
- Celâl Bayar (1883 - 1986), tercer president de Turquia.